# Scoglio Derana
Lo scoglio Derana (in montenegrino hrid Ðeran/хрид Ðеран; in albanese Guri i Gjeranave), detto anche scoglio Pilrignino, è un isolotto del Montenegro, nel mare Adriatico meridionale, situato a sud-est di Dulcigno.

## Geografia
L'isolotto si trova in mare aperto a 1,5 dalla costa, 7,2 km a sud-est del porto di Dulcigno e 5,6 km a nord-ovest dell'isola Boiana che si trova alla foce dell'omonimo fiume. Lo scoglio Derana misura circa 50 m di lunghezza.